# Orden de matar
Orden de matar è un film drammatico del 1965 diretto da Román Viñoly Barreto.

## Trama
Charly, giovane di buona famiglia, uccide un cieco che chiede l'elemosina in metropolitana e, approfittando del panico creatosi tra i passeggeri, esce dalla stazione senza essere visto. Una volta salito sull'auto dei suoi amici per darsi alla fuga, viene seguito da un poliziotto in motocicletta che cerca di fermarli per eccesso di velocità; i ragazzi tuttavia, investono e uccidono anche il poliziotto.
Mentre gli organi di stampa lanciano un allarme sull'aumento degli episodi di criminalità, l'agente Mauro Moreno indaga sulla morte del cieco; quest'ultimo era un informatore del giudice Zani, l'uomo che aveva aiutato Mauro ad entrare nelle forze dell'ordine allontanandosi dai giri criminali che frequentava in gioventù.
Intanto, Charly si reca in un locale notturno gestito da Rosa, vantandosi degli omicidi compiuti; la donna avverte Mauro, chiedendogli in cambio la liberazione di Mabel, una giovane prostituta che era stata arrestata in strada. Mauro e i suoi colleghi fanno irruzione nel locale di Rosa, ma Charly uccide un poliziotto e riesce a fuggire. Poco dopo, insieme ai suoi complici El Sueco e Nacho, uccide il giudice Zani facendolo precipitare dalla tromba dell'ascensore.
A causa della morte del suo mentore, Mauro si accanisce contro i criminali e comincia ad ucciderne diversi, anche dopo che questi si sono arresi. A seguito di ciò, la polizia viene fortemente criticata dai giornali per eccesso di violenza. Charly e i suoi compari continuano a commettere delitti e scempi solo per divertimento: dopo una festa, convincono la giovane Clara ad uscire dalla loro auto e, dopo averla spogliata nuda, la investono uccidendola. Mauro riesce a torchiare Nacho, facendogli confessare gli omicidi commessi; dopo aver intercettato Charly, lo uccide anche dopo che questi si è costituito. La polizia rintraccia El Sueco e lo pedina fino alla casa di Rosa, dove si trova anche Pascual, il suo fidanzato appena uscito di prigione. Dopo aver fatto irruzione nell'abitazione, Mauro spara e uccide i due uomini. Mentre la stampa continua a criticare i metodi della polizia, Mauro provoca intenzionalmente la propria morte permettendo a Nacho di rubargli la pistola e sparargli.

## Accoglienza
Il quotidiano Crónica lo definì "film poliziesco, con un profondo messaggio sociale e umano raggiunto a metà".
Su La Nación invece, la recensione critica osservò: "manca la concisione e la pulizia dei movimenti che dovrebbero caratterizzare una narrazione del genere poliziesco (...) La storia non raggiunge il decollo necessario".